# Filipe Ferreira
Filipe Miguel Neves Ferreira (* 27. September 1990 in Lissabon) ist ein portugiesischer Fußballspieler.

## Karriere
Ferreira begann seine Karriere bei Sporting Lissabon. Danach spielte er beim CAC Pontinha. 2007 wechselte er zum Atlético CP. Sein Debüt in der dritthöchsten Spielklasse gab er im Dezember 2008, als er gegen den CD Pinhalnovense in der 62. Minute für Hugo Gonçalves eingewechselt wurde. Mit Atlético CP stieg er 2011 in die zweite Liga auf.
Im Januar 2012 debütierte er in jener, als er gegen União Madeira in der Startelf stand und in der 66. Minute durch Hélio Vaz ersetzt wurde. Bis Saisonende kam er auf 15 weitere Zweitligaeinsätze.
Zur Saison 2012/13 wechselte er zum Ligakonkurrenten Belenenses Lissabon. Mit Belenenses stieg er zu Saisonende in die Primeira Liga auf. Sein erstes Spiel in Portugals höchster Spielklasse absolvierte er im August 2013, als er am ersten Spieltag der Saison 2013/14 gegen den Rio Ave FC in der Startelf stand.
Nach vier Jahren verließ er im Sommer 2016 den Verein und schloss sich dem FC Paços de Ferreira an. Bis zu seinem Wechsel hatte er 76 Erstligaspiele und 14 Zweitligaspiele für Belenenses bestritten. Nachdem er mit Paços de Ferreira in seiner ersten Saison den 13. Rang belegt hatte – in jener Saison kam er auf 23 Einsätze in der Liga – stieg er in seiner zweiten Saison mit dem Verein als 17. in die zweithöchste Spielklasse ab. In jener Saison wurde er in 13 Ligapartien eingesetzt.
Zur Saison 2018/19 wechselte Ferreira zum österreichischen Bundesligisten SK Sturm Graz, bei dem er einen bis Juni 2020 laufenden Vertrag erhielt. Nachdem er bis zur Winterpause nur in drei Ligaspielen zum Einsatz gekommen war, wechselte er im Januar 2019 leihweise zurück nach Portugal, wo er sich Nacional Funchal anschloss. Mit Nacional Funchal stieg er zu Saisonende aus der Primeira Liga ab. Im Juli 2019 wurde sein Vertrag bei Sturm Graz aufgelöst und er kehrte nach Portugal zurück, wo er sich dem CD Tondela anschloss, bei dem er einen bis Juni 2021 laufenden Vertrag erhielt. Nach Ablauf der Vertragslaufzeit unterschrieb der Spieler bei Boavista Porto.